# ボール鬼
ボール鬼（ボールおに）は、ボールを使った鬼ごっこの一種である。

## ルール
一般的な鬼ごっこでは鬼がタッチする事で子を捕まえるが、ボール鬼ではボールをぶつける事がタッチの代わりとなる。遠距離からでも捕まえることが可能。ボールのサイズは決まっておらず、ドッジボールやサッカーボール、あるいはカラーボールのような小さなボールを使うこともある。
ボールに当たった人は次の鬼となる。ボールに当たっていないと言い張って逃げるのは反則である。鬼の参加人数は一人。子が避けた場合にボールを拾いに行かなければならない等、運動量は少なくない。
他の鬼ごっこ同様に、細かいルールは地域などによって異なる。「ワンバウンドした場合は無効」や「子はボールをキャッチできればセーフ」といったルールを採用する事もある。